# 센다이 대학
센다이 대학(일본어: 仙台 大学)는 일본 미야기현 시바타군에 위치한 사립 대학이다.